# Quercus aquifolioides
Quercus aquifolioides — вид рослин з родини Букові (Fagaceae); поширений у південному Китаї, Бутані, М'янмі.

## Опис
Вічнозелений, часто кущовий вид 1–4 м заввишки; як дерево може досягати 10(20) м. Молоді гілочки блідо-зеленувато-коричневі, зі зірчастим, світло-коричневим запушенням. Листки 2.5–7 см завдовжки, 1.5–3.5 см завширшки, зберігається 2 роки, еліптичні, овальні або кулясті; основа ± серцеподібна; верхівка тупа; край хвилястий і загнутий; зубчики гострі; зверху голі, за винятком волосків уздовж середньої жилки; знизу іржаві залозисті волоски та різні не залозисті волоски, стають голими; ніжка листка довжиною 2–5 мм, іноді відсутня. Цвітіння: травень — червень. Маточкові суцвіття довжиною 0.5–2.5 см, несуть від 1 до 4 плодів. Жолудь яйцювато загострений, довжиною 1.5 см, діаметром 1 см; від 1 до 5 разом на квітконосі довжиною 2–3 см; закритий на 1/3 або 1/4 довжини у дзвоноподібну чашечку; дозріває 1 рік.
Період цвітіння: травень — червень. Період плодоношення: вересень-жовтень.

## Середовище проживання
Поширення: Бутан, південний Китай, М'янма.
Населяє гірські ліси й субальпійські чагарники; 2000–4500 м.

## Галерея

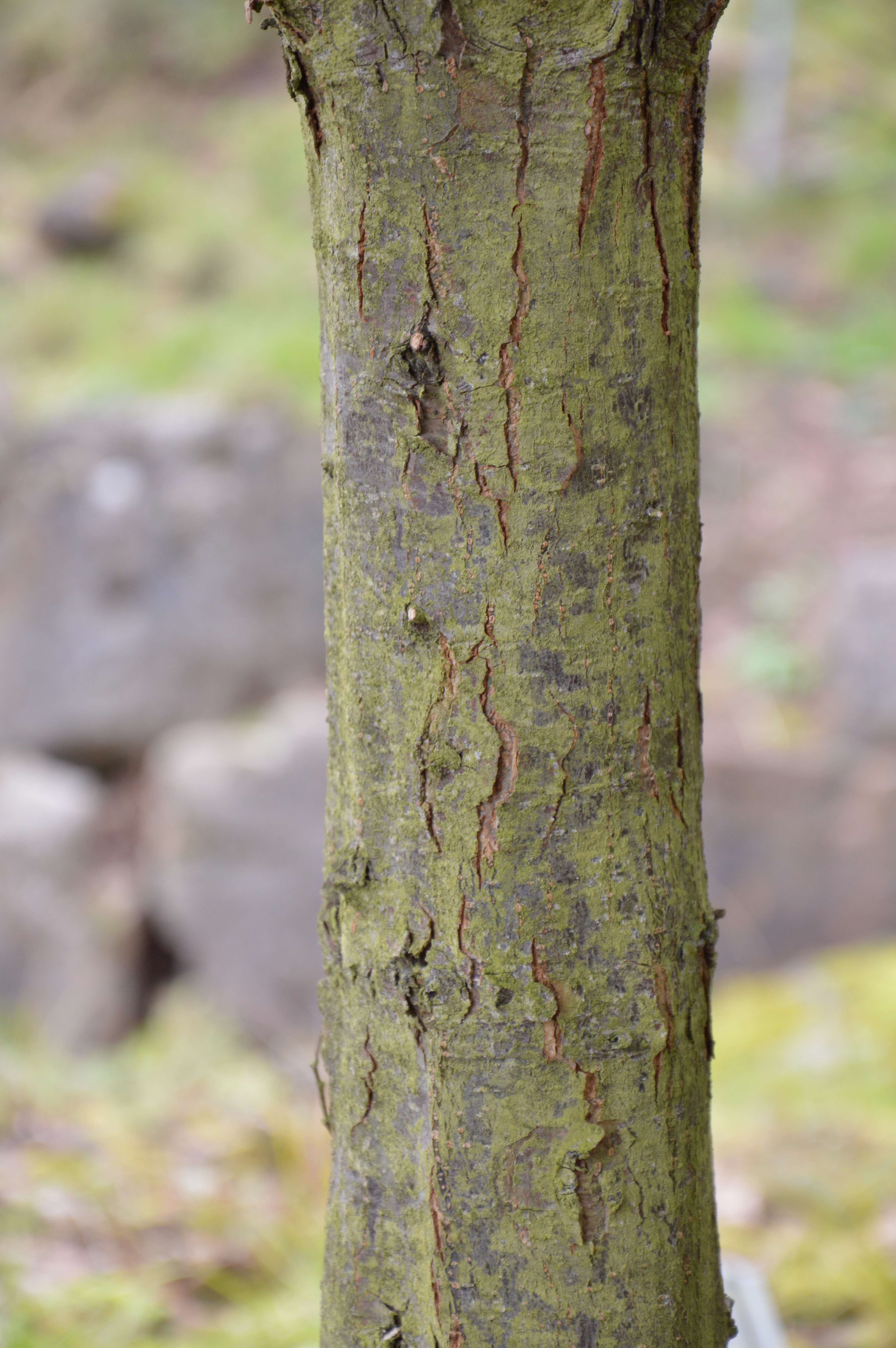
стовбур
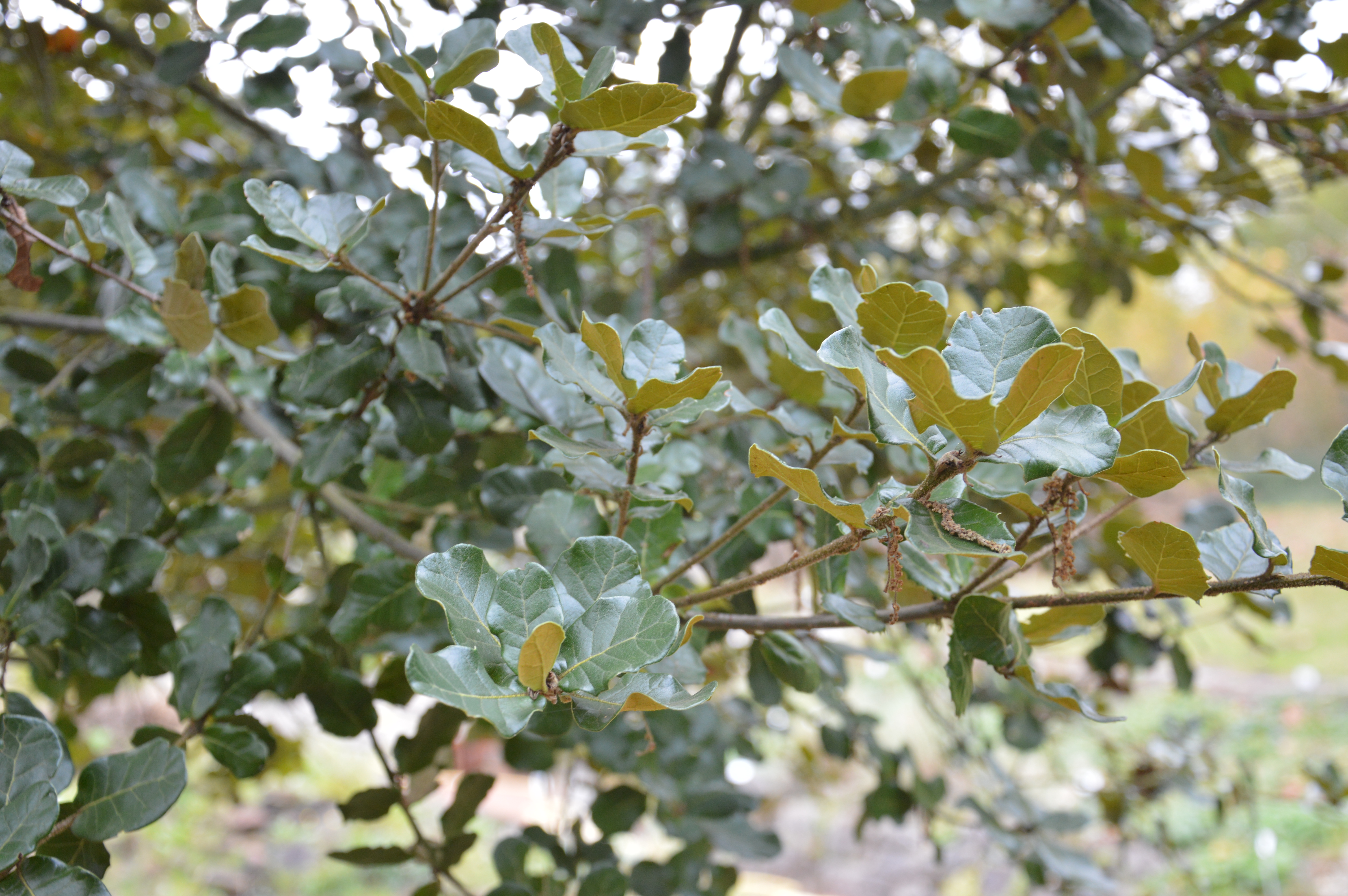
листки
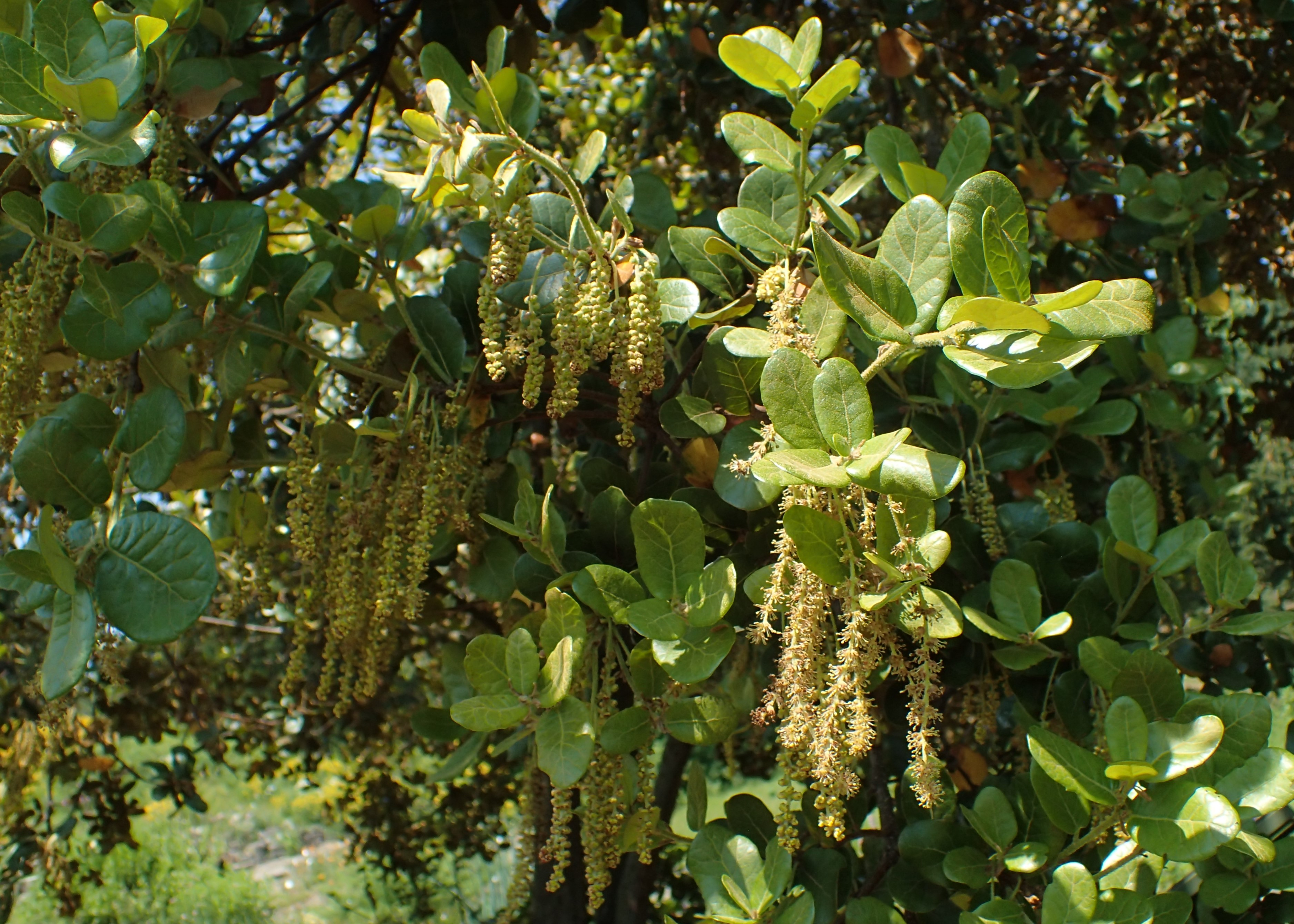
суцвіття